# Il grande gioco (libro)
Il Grande Gioco - I servizi segreti in Asia centrale (titolo statunitense The Great Game: The Struggle for Empire in Central Asia) è un libro di Peter Hopkirk sul Grande gioco, una serie di conflitti nel XIX secolo tra le potenze del Regno Unito e della Russia per controllare l’Asia centrale.

## Descrizione
Il Grande Gioco venne giocato dall'Impero russo e dall'Impero britannico per la supremazia nell'Asia centrale. La posta in gioco era il mantenimento dell’India, fondamentale per la ricchezza dell’Impero britannico. Quando questa situazione ebbe inizio, al principio del XIX secolo, i confini delle due potenze imperiali si trovavano a duemila miglia di distanza, separati da vasti deserti e da catene montuose quasi invalicabili; alla fine, solo 20 miglia separavano i due rivali.
Il libro narra vicende rocambolesche di spionaggio e relazioni diplomatiche fra l'Impero britannico e quello russo al fine di guadagnare più influenza possibile in Asia Centrale, prima tramite il commercio poi con le armi. Le vicende narrate porteranno fra le altre cose, in un periodo successivo, al dominio dell'Unione Sovietica su Kazakistan, Uzbekistan, Tagikistan e Kirghizistan e al loro frazionamento dall'ex Turkestan ad opera di Iosif Stalin (allora Ministro degli Esteri). Tuttavia, questi avvenimenti sono narrati da Hopkirk in quello che potrebbe essere definito il sequel de "Il Grande Gioco", ossia in "Avanzando nell'oriente in fiamme - Il sogno di Lenin di un impero in Asia".

## Edizioni
- Peter Hopkirk, Il Grande Gioco. I servizi segreti in Asia centrale, collana L'oceano delle storie, 5, traduzione di Giorgio Petrini, Milano, Adelphi, 2004  [1990], ISBN 9788845918131.
- Peter Hopkirk, Il Grande Gioco. I servizi segreti in Asia centrale, collana Gli Adelphi, 365, traduzione di Giorgio Petrini, Milano, Adelphi, 2010  [1990], ISBN 9788845924750.